# Donatella Di Pietrantonio
Donatella Di Pietrantonio, née le 5 janvier 1962 à Arsita, est une romancière italienne, lauréate du Prix Strega 2024 avec L'età fragile.

## Biographie

### Enfance et formation
Donatella Di Pietrantonio grandit dans sa ville de naissance, Arsita, dans la province de Teramo, puis s'inscrit à l'université de L'Aquila. En 1986, elle obtient son diplôme en médecine dentaire. Elle s'installe à Penne, dans la province de Pescara, où elle exerce la profession de dentiste pédiatrique.

### Carrière littéraire
Elle fait ses débuts en 2011 avec le roman Mia madre è un fiume, dont l'action se déroule dans son pays d'origine. Il raconte l'histoire de deux femmes, une mère âgée atteinte de la maladie d'Alzheimer, et sa fille, qui se retrouve à devoir prendre soin d'elle alors que leur relation a toujours été conflictuelle. Le livre est lu par Loretta Santini, directrice éditoriale d'Elliot, une petite maison d'édition romaine, qui décide de le publier. La même année, Donatella Di Pietrantonio publie la nouvelle Lo sfregio dans la version italienne du magazine Granta, Granta Italia di Rizzoli,.
Bella mia, son deuxième roman, paraît en 2013. L'histoire se déroule à L'Aquila et est marquée par la tragédie du tremblement de terre du 6 avril 2009. Les thèmes abordés sont ceux de la perte et du deuil mais également de la maternité : la protagoniste improvise son rôle de mère avec le fils adolescent de sa sœur jumelle, décédée lors du tremblement de terre. Le roman est candidat au prix Strega et est récompensé par le prix Brancati en 2014,,. 
En 2017, Einaudi publie son troisième roman L'Arminuta, qui se déroule lui aussi dans les Abruzzes. La même année, le roman est couronné par le prix Napoli et par le prix Campiello,,. En 2019, le Théâtre des Abruzzes (it) en présente une version dramatisée, et, en 2021, Giuseppe Bonito (it) en réalise un film, L'arminuta (it). Le David di Donatello du meilleur scénario adapté récompense ses deux scénaristes, Monica Zapelli et Donatella Di Pietrantonio. L'histoire suit une adolescente adoptée par un couple qui décide de la renvoyer dans sa famille biologique. À la fois celle qui est revenue et celle qu'on a renvoyé (le titre, en dialecte de cette région, a ces deux sens), elle découvre des parents, des frères et une sœur dont elle ignorait l'existence et doit aussi s'adapter à un mode de vie beaucoup plus modeste et rude que celui qu'elle avait connu jusque là. Le livre rencontre un très grand succès et est traduit dans vingt-cinq pays.
En 2021, Donatella di Pietrantonio publie Borgo Sud, qui reprend l'histoire des deux sœurs protagonistes du roman précédent. Le livre figure parmi les finalistes du Prix Strega.
En 2023, Einaudi publie son roman L'età fragile, qui s'inspire d'un meurtre commis dans les années 1990 dans le massif de la Majella. La protagoniste et narratrice est en train de reconstruire une relation avec sa fille de vingt ans pendant le confinement dû au coronavirus. La jeune femme est revenue de Milan, où elle étudie à l'université, dans les Abruzzes. Le 4 juillet 2024, le roman remporte le Prix Strega, l'équivalent du Prix Goncourt en Italie, ainsi que le Strega des lycéens (Premio Strega Giovani).

#### Thèmes abordés
Dans ses romans, Donatella di Pietrantonio explore le thème de la maternité, des rapports parents-enfants, et celui des racines, les Abruzzes pouvant être considérés comme un personnage à part entière,. Parallèlement, l'écrivaine apporte sa voix dans les débats sur les violences, physiques et verbales, dont sont victimes les femmes.

### Vie privée
Elle est dentiste pédiatrique à Penne, dans la province de Pescara, où elle vit avec son mari et son fils.

## Œuvre
- Mia madre è un fiume, Elliot Edizioni, 2011  (ISBN 978-88-6192-161-0)
- Bella mia, Elliot Edizioni, 2013  (ISBN 978-88-6192-434-5). (Réédition : Einaudi, Torino 2018,  (ISBN 978-88-06-23799-8).)
- La Revenue, Seuil, 2018 ((it) L'arminuta, Einaudi, 2017  (ISBN 978-88-584-2485-8)), trad. Nathalie Bauer, 240 p.  (ISBN 9782021380026)
- Borgo Sud, Albin Michel, 2021 ((it) Borgo Sud, Einaudi, 2020  (ISBN 9788806244781)), trad. Laura Brignon, 256 p.  (ISBN 9782226463555)
- L'Âge fragile, Albin Michel, 2025 ((it) L'età fragile, Einaudi, 2023  (ISBN 9788806255787))- Prix Strega 2024

## Décoration
- Chevalier de l'ordre du Mérite‎ (2022)[15].